# Frank und Irene
Frank und Irene ist ein Jugendroman des Schriftstellers Karl Neumann, welcher das zweite Buch seiner Frank-Romantrilogie darstellt. Wie das Vorgängerwerk Frank gehört es zu den meistgelesenen Jugendbüchern der DDR. Der Roman wurde erstmals 1964 im Kinderbuchverlag Berlin veröffentlicht und erfuhr bis 1981 11 Auflagen. 1977 und 1982 folgte jeweils eine Auflage als Taschenbuch, in den 1980er Jahren gab es zwei weitere Ausgaben mit insgesamt drei Auflagen. 2005 legte der Kinderbuchverlag Leipzig den Roman neu auf. Der Roman wurde zudem ins Ukrainische und Lettische übersetzt und erschien in Kiew (1969) und Riga (1984).
Die titelgebende Geschichte der ersten Liebe der beiden Protagonisten Frank und Irene wird eher subtil behandelt. Der Roman gliedert sich in 30 benannte Kapitel. Er wird in dritter Person, aus einer auktorialen Erzählerperspektive und mit einem großen Anteil wörtlicher Rede erzählt. Mit 275 Seiten ist er der umfangreichste Teil der Frank-Reihe.
Der Roman wurde von Bernhard Nast illustriert. Er ist für Leser ab 12 Jahren empfohlen. Laut dem Verfasser war die Geschichte von Frank zunächst nicht als Trilogie gedacht. Nach seiner Aussage gaben zahlreiche Leserzuschriften und nicht zuletzt das Drängen von Verlagsseite den Ausschlag für eine Fortsetzung der Geschichte. Neumann selbst bezeichnete es als „Leserauftrag“.

## Inhalt
Die Handlung setzt dort an, wo das Vorgängerwerk endete. Nachdem die Schülerin Purzel von Frank gerettet wird, setzen die Jugendlichen ihren Weg ins Pionierlager fort. Dort angekommen werden die Aufgaben verteilt; Frank, der Kapitän, wird von den Schülern des Lagers als „Vorsitzender des Lagerrates“ gewählt. Die für die Schüler schöne Zeit im Lager wird von Franks Entscheidung überschattet, die Schule nach der nun zu Ende gehenden achten Klasse zu verlassen, um sich bei der RTS zum Traktoristen ausbilden zu lassen. Seine Lehrerin Fräulein Trapp, Lagerleiter Alfred und nicht zuletzt Irene versuchen ihn von dieser Idee abzuhalten. Deren Bemühungen bleiben jedoch vorerst vergebens, da Frank das Lager vorzeitig verlässt, um bei der RTS vorstellig zu werden. Bürokratische Hürden verhindern zunächst, dass er die Stelle antreten kann. 
Auf Betreiben Irenes begibt sich die Lehrerin nach Rostock, wo Franks Vater, der Polier Simon Brinkmann, beim Hafenbau mitarbeitet. Sie schafft es, ihn zu überreden, die Arbeit dort aufzugeben und nach Hause zu seinen drei Kindern zu kommen. Er hatte vor seinem letzten Arbeitsplatzwechsel bereits versprochen, zurückzukehren. Einstweilen schickt er seinem Sohn ein Telegramm, in dem er ihm abrät, eine Stelle anzunehmen, er würde in drei Wochen nach Hause kommen. Franks Besuch bei der RTS weckte sein Interesse für die Motoren der Traktoren. Der Maschinenschlosser Machnitzke bescheinigt ihm, dass er durchaus Ingenieur werden könne, wozu er wiederum den Abschluss der zehnten Klasse bräuchte. Er ist nun gewillt, die Schule zu beenden. 
Nach dem Ende des Pionierlagers gehen für die Schüler die Ferien weiter. Frank, der entschlossen hat, weiter in der Schule zu bleiben, möchte dennoch möglichst unabhängig werden; er will Geld verdienen. Er schreibt sich daher mit seinen Freunden Wanze und Pepo bei der RTS in der Ausbildung zum Schichttraktoristen ein, um in der Erntezeit helfen zu können. Alle drei bestehen die Fahrprüfung und erhalten eine Fahrerlaubnis. Um diese erhalten zu können, gaben sie sich ein Jahr älter aus und erschlichen zuvor die Unterschriften ihrer Eltern. Zunächst kommen sie damit durch und nennen sich selbst „Partisanen“. Sie helfen heimlich in einem nahe gelegenen Dorf. Zunächst wird ihnen dort jedoch nur undankbare Arbeit auferlegt; als sie sich beweisen, dürfen sie jedoch bei der Ernte und bei der Kultivierung von Brachland mit den Traktoren helfen. 
Als Franks Vater nach Hause kommt, begegnet Frank diesem zunächst abweisend. Da Frank am ersten Abend, den sein Vater wieder zu Hause ist, betrunken nach Hause kommt, ist dieser misstrauisch und macht sich Vorwürfe, ihn und seine Geschwister vernachlässigt zu haben. Es stellt sich jedoch heraus, dass Frank zum Trinken gedrängt wurde und es sich um einen Einzelfall handelt. Der Vater beschließt, das Dachgeschoss des Hauses auszubauen, um neuen Wohnraum zu schaffen. Er ist enttäuscht, dass Frank ihm nicht hilft; dieser ist durch seine Erntearbeit, wovon der Vater nichts weiß, jedoch voll eingespannt. Eines Tages nehmen die drei „Partisanen“ einen Auftrag an, der sie in ihre Stadt führt, dort werden sie von Wanzes Vater erwischt. Dieser meldet es der Schule. Der neue strenge Lehrer ist gewillt, den Fall aufzuklären; er veranlasst eine Art Tribunal im Lehrerzimmer vor dem Elternbeirat, dem Kollegium und einigen Schülern, Irene tritt als Vermittlerin auf. Als einige Anwesende die Leistungen der drei – insbesondere Franks – bei der Ernte und für die Gemeinschaft anführen und sich zudem herausgestellt hat, dass sie sich gar nicht hätten älter schummeln müssen, um die Fahrerprüfung ablegen zu können, wurde die Anklage fallen gelassen. Frank und Irene verlassen an diesem Tag gemeinsam die Schule und gehen Hand in Hand nach Hause.
Im Plot gibt es zudem zahlreiche kleine Begebenheiten zwischen Irene und Frank, an denen sich die langsame Annäherung beider nachvollziehen lässt und was den Namen des Romans begründet. Frank bleibt Kapitän schließt inhaltlich an den Roman an und bildet den Abschluss der Frank-Romane.

## Analyse
Die Literaturwissenschaftlerin Karin Richter vertritt in ihrer Analyse auf litde.com die Meinung, dass es dem Autor mit seinem Text gelänge, „eine abenteuerliche Handlung mit der Vermittlung von sinn- und wertorientierenden Momenten“ zu verbinden. Auch weise der Text „eine bemerkenswerte Besonderheit“ auf, die ihn von anderen Erscheinungen dieser Zeit abhebe. So werde nicht „das ausschließliche Engagement auf einer ‚sozialistischen Großbaustelle‘ [...] gepriesen“, da der Vater die Familie aufgrund seiner Arbeit vernachlässige und der Begriff Aktivist damit eine „bitter-ironische Wendung“ erhalte. Der Autor vermeide bei der Erzählung „jegliches Pathos“, eine Kernaussage für die Leser laute, „nicht darauf zu warten ‚bis etwas von oben kommt‘, sondern selbst zu handeln“. Dieses Moment sei keineswegs nur eine Randbemerkung, was sich daran zeige, dass sich der Instrukteur der FDJ-Kreisleitung „als aufgeblasener Wichtigtuer und Lügner präsentiert“. Demgegenüber wird die politische Haltung deutlich, indem der Autor seinem Titelhelden „das Credo“ von Pawel Kortschagin, dem Protagonisten aus Nikolai Ostrowskis Wie der Stahl gehärtet wurde, in den Mund lege sowie wenn er die „Jungengruppe als Partisanen apostrophiert“. Dahingehend werde auch „abenteuerliches Handeln mit einem Wirken für die Gemeinschaft verbunden“, wenn die Jungen zum Beispiel einen Brand im Dorf bekämpfen oder ohne das Wissen der Eltern die Prüfung zum Traktoristen ablegen, um brachliegendes Land zu pflügen.
Richter bemerkt, dass die Gefühle zwischen Frank und Irene, auch wenn diese „nur zurückhaltend angedeutet“ würden, eine nicht zu unterschätzende Rolle für die Wirkung des Romans auf junge Leser haben und dass durch die Annäherung von Franks Vater und Irenes Mutter für beide Jugendlichen eine „vollkommene Familie in Aussicht gestellt“ werde.